# Роу, Джефф
Дже́ффри «Джефф» Ро́у (англ. Jeffrey «Jeff» Rowe, род. 9 июля 1986) — американский кинематографист и художник-раскадровщик. Сценарист мультсериалов «Гравити Фолз» и «Разочарование», соавтор сценария и сорежиссёр мультфильма «Митчеллы против машин» и режиссёр картины «Черепашки-ниндзя: Погром мутантов».

## Ранние годы и образование
Роу вырос в Хоумтауне, пригороде Чикаго. В 2011 году окончил Калифорнийский институт искусств.

## Карьера
Роу какое-то время работал на студиях Film Roman, Bento Box Entertainment и Rubicon Group Holding, после чего был нанят сценаристом для мультсериала Disney Channel «Гравити Фолз». Также он написал несколько сценариев для мультсериала «Разочарование» от Netflix. Позднее Роу стал сорежиссёром полнометражного мультфильма «Митчеллы против машин», к которому также написал сценарий совместно с Майком Риандой. Премьера мультфильма состоялась на Netflix 30 апреля 2021 года. В июне 2020 года Роу был нанят режиссёром мультфильма «Черепашки-ниндзя: Погром мутантов». Кроме того, он также поучаствовал в написании сценария. За несколько дней до премьеры мультфильма было объявлено о разработке сиквела, который также поставит Роу.

## Фильмография

### Кино
| Год  | Название                            | Режиссёр   | Сценарист | Голос                                                |
| ---- | ----------------------------------- | ---------- | --------- | ---------------------------------------------------- |
| 2021 | Митчеллы против машин               | Сорежиссёр | Да        | Парень, обожающий веселье                            |
| 2023 | Черепашки-ниндзя: Погром мутантов   | Да         | Да        | Парень, любящий быть подростком и ходить куда угодно |
| TBA  | Черепашки-ниндзя: Погром мутантов 2 | Да         | TBA       |                                                      |

### Телевидение

#### Сценарист
| Год       | Название      | Комментарии |
| --------- | ------------- | ----------- |
| 2014–2016 | Гравити Фолз  | 11 эпизодов |
| 2018–2019 | Разочарование | 20 эпизодов |

#### Особая благодарность
| Год  | Название | Комментарии                 |
| ---- | -------- | --------------------------- |
| 2022 | Амфибия  | Эпизод: «The Hardest Thing» |

## Награды и номинации
| Ассоциация                                           | Год  | Категория                                             | Работа                  | Результат | П.     |
| ---------------------------------------------------- | ---- | ----------------------------------------------------- | ----------------------- | --------- | ------ |
| Энни                                                 | 2016 | Лучший сценарий в анимационной телепрограмме          | «Гравити Фолз»          | Номинация | [ 8 ]  |
| Энни                                                 | 2017 | Лучший сценарий в анимационной телепрограмме          | «Гравити Фолз»          | Номинация | [ 9 ]  |
| Энни                                                 | 2022 | Лучшая режиссура в анимационном полнометражном фильме | «Митчеллы против машин» | Победа    | [ 10 ] |
| Энни                                                 | 2022 | Лучший сценарий в анимационном полнометражном фильме  | «Митчеллы против машин» | Победа    | [ 10 ] |
| Межсезонная премия Ассоциации кинокритиков Голливуда | 2022 | Лучший сценарий                                       | «Митчеллы против машин» | Победа    | [ 11 ] |